# تلماسه فرانک هربرت
تلماسهٔ فرانک هربرت (انگلیسی: Frank Herbert's Dune) یک مینی‌سریال علمی-تخیلی به کارگردانی جان هریسون است که بر پایهٔ رمانی به همین نام به‌قلمِ فرانک هربرت ساخته و در سال ۲۰۰۰ منتشر شد..

## گزیدهٔ بازیگران
- ویلیام هرت
- الک نیومن در نقش پل اتریدیز
- ساسکیا ریوز
- ایان مک‌نیس
- جولی کاکس
- جانکارلو جانینی
- مت کیزلار
- میروسلاو تابورسکی
- اووه اوکسنکنشت
- باربورا کودتووا در نقش چانی
- کارل دوبری
- زوزانا گایسلرووا